# Nicolas Jackson
Nicolas Jackson (ur. 20 czerwca 2001 w Bandżulu) – senegalski piłkarz gambijskiego pochodzenia występujący na pozycji napastnika w angielskim klubie Chelsea oraz w reprezentacji Senegalu.
Wychowanek Tilene, w trakcie swojej kariery grał także w takich zespołach, jak Casa Sports, Villarreal oraz Mirandés.